# Hombre Imposible
El Hombre Imposible (Inglés Impossible-Man) es un personaje ficticio que aparece en los cómics estadounidenses publicados por Marvel Comics. Primero apareció en Fantastic Four # 11 (febrero de 1963), y fue creado por el escritor Stan Lee y el escritor / artista Jack Kirby.El Hombre Imposible ha aparecido en otros productos respaldados por Marvel, como figuras de acción, videojuegos, series de televisión animadas, y mercancías, tales como cartas coleccionables.
El Hombre Imposible es un Poppupiano del planeta Poppup y tiene habilidades para cambiar de forma. El personaje del Hombre Imposible se usa principalmente para la comedia, retratado como un extraterrestre solitario que busca atención y que a menudo molesta a quienes lo rodean, especialmente a los Cuatro Fantásticos. En un momento fue capaz de derrotar a Galactus engañándolo. Con los años, Hombre Imposible creó una esposa llamada la Mujer Imposible y también tuvo un hijo llamado Adolf Imposible.
El Hombre Imposible ha hecho varias apariciones en la serie Marvel Cartoon, incluidas las series Fantastic Four de 1978 y 1994, así como Fantastic Four: World's Greatest Heroes. También ha sido estrella invitada en The Super Hero Squad Show, Avengers Assemble y Hulk y los agentes de S.M.A.S.H..

## Historia de publicación
El Hombre Imposible apareció por primera vez en Fantastic Four #11 (Feb. 1963), y fue creado por Stan Lee y Jack Kirby. Según Lee en una entrevista de 1970, este "fue el Cuatro Fantásticos más vendido que jamás hayamos tenido". En opinión de Lee, el extraterrestre verde de la portada era "demasiado inusual y frívolo".
Después de una larga ausencia, Hombre Imposible regresó en Fantastic Four # 175 (octubre de 1976) y visitó la oficina de Marvel Comics. Al final de la historia, fue adoptado por los Cuatro Fantásticos. Esta vez el personaje se hizo popular.Siguió siendo una parte habitual del cómic hasta el número 195 (junio de 1978), cuando Sue le dijo que estaba cansada de él, se convirtió en una abeja y se fue volando. 
Originalmente, no había límites para las habilidades transformadoras de Hombre Imposible: imitó de manera convincente a Sue Richards en Fantastic Four #175 (octubre de 1976) y al presidente Jimmy Carter en Marvel Two-in-One #27 (mayo de 1977), pero en The New Mutants Annual # 3 (septiembre de 1987), solo podía convertirse en algo verde y morado, y esa limitación se ha mantenido desde entonces.

## Biografía del personaje ficticio

### 1960
Cuando el Hombre Imposible apareció por primera vez, el personaje difería de las estrellas invitadas anteriores en que él no era un villano. El equipo se encontró con él por primera vez en el restaurante Flamingo cuando son convocados allí para investigar un disturbio. Escrito por Lee para ser un bromista y hedonista, el Hombre Imposible afirmó pertenecer a la raza alienígena de Poppupianos del planeta Poppup en la "Décima Galaxia", que comparten una conciencia colectiva y la habilidad de cambiar de forma, ya que su planeta es tan peligroso que tienen la habilidad de evolucionar muy rápidamente. Buscando diversión, el personaje visita la Tierra por unas vacaciones convirtiéndose en una nave espacial, hablando de una Oficina de Turismo Poppup. Después de encontrar al equipo de superhéroe los Cuatro Fantásticos y darse cuenta de que nadie más en la Tierra tiene su poder (por lo tanto, concluyendo que es el ser más poderoso de la Tierra), constantemente les acosa hasta que deciden ignorarlo y decirle a otras personas que hagan lo mismo, obligando al Hombre Imposible a irse ya que encuentra la Tierra muy aburrida, y diciendo que la Tierra nunca conseguirá su negocio turístico. Él toma su nombre después de que la Cosa exclama que es "imposible".

### 1970
El personaje no vuelve a aparecer hasta 1976. Actuando como un deus ex machina en una historia que involucra la entidad cósmica y devorador de mundos Galactus, el Hombre Imposible convence al personaje para que consuma su mundo natal Poppup en lugar de la Tierra. El Hombre Imposible luego hace una aparición humorística en las oficinas de Marvel Comics, donde causa estragos hasta que Stan Lee promete darle su propio título.
Él ofrece asistencia periférica a los Cuatro Fantásticos cuando son atrapados en la Zona Negativa por los Cuatro Terribles, un equipo de sus enemigos. El Hombre Imposible imita a Jimmy Carter, en el día en que se inaugura como Presidente de los Estados Unidos, y toma brevemente su lugar para frustrar un intento de esclavizarlo durante una aventura con la Cosa y el cyborg Deathlok. Más tarde salva a la Mujer Invisible de una caída y queda fascinado con las películas de la Tierra. Al volver al Edificio Baxter, sede de los Cuatro Fantásticos, el Hombre Imposible es sorprendido y derrotado por el villano Klaw, que, en una alianza con el Hombre Molécula, intenta matar a los Cuatro Fantásticos. Durante el curso de la historia, el personaje se recupera y, por cortesía de sus habilidades, imita y derrota a Klaw a su vez y ayuda a los Cuatro Fantásticos en detener al Hombre Molécula. El personaje continuó su tendencia a la desorganización general durante una visita a Hollywood con la Chica Invisible.

### 1980
Después de ayudar a la Cosa a derrotar a varios villanos en una fiesta, el Hombre Imposible observa a la Cosa con su pareja Alicia Masters y se vuelve solitario. El personaje entonces decide reproducirse - aquí un proceso asexual - dividiéndose en dos. Esto crea una compañera Poppupiana, la Mujer Imposible. La pareja más tarde trató de recrear su raza y crear a los Niños Imposibles, con toda la "familia" visitando a la Cosa. Cuando la Mujer Imposible desaparece, el personaje contrata a la investigadora privada Jessica Drew para localizarla, y tiene un encuentro con los mutantes Patrulla X después de robar artefactos de la Tierra para resolver una supuesta disputa familiar con los demás miembros de su raza.
Siguieron más aventuras cómicas, con el Hombre Imposible participando en un concurso de cambiar de forma con Warlock, causando estragos en una versión de la Tierra de un universo alternativo, y tratando de obtener los derechos cinematográficos de la autobiografía del compañero profesional Rick Jones.

### 1990
El Hombre Imposible encuentra y se burla del ser cósmico, Estela Plateada, en dos ocasiones, rogándole que desarrolle el sentido del humor antes de luchar contra el titán Thanos. El personaje regresa a la Tierra y causa más daño, se encuentra con el héroe Daredevil mientras busca un niño perdido, comienza una pelea en un bar, observa al Eterno Makkari ganar una maratón galáctica, e invitó a varios héroes y supervillanos de lo contrario no contactados a la boda de Rick Jones.
Después de un breve encuentro con el equipo de superhéroes jóvenes, los Nuevos Guerreros, el personaje alista la ayuda del equipo de mutantes X-Force para infundir un poco de orgullo en sus hijos, y entra en una apuesta con el imp de un universo alternativo Mr. Mxyzptlk.

### 2000
El Hombre Imposible y los Poppupianos hacer un cameo en la historia del origen de Noh-Varr.
El Hombre Imposible regresa a la Tierra disfrazado de Estela Plateada, y después de burlarse del héroe Spider-Man advierte de una invasión alienígena. La raza del Hombre Imposible también se reveló que ha sobrevivido, con su conciencia almacenada dentro del personaje. Con la ayuda de los Cuatro Fantásticos, los extraterrestres y los Poppupianos recién renacidos son transportados fuera del planeta, fundiéndose en una raza por sugerencia de Spider-Man.

### 2010
Más tarde, durante la Guerra del Caos, el Hombre Imposible enfrenta a Mikaboshi, tratando de complacer y razonar con él, mientras que cambia de forma en diversas formas para distraerlo, pero el Rey del Caos se cansa de él y lo despacha. Las últimas palabras de Hombre Imposible fueron "Pensé que estábamos haciendo el tonto..."
El Hombre Imposible regresa a la Tierra donde presencia una batalla entre Hulk, Hulk Rojo, y Xemnu. El Hombre Imposible utiliza su magia para combinar a Hulk y Hulk Rojo en el Compuesto Hulk. El Hombre Imposible observa como el Compuesto Hulk lucha contra el esbirro de Xemnu, Kluh (una versión inteligente del Hulk Gris).
Más tarde se demuestra que el Hombre Imposible tiene un hijo llamado Adolf Imposible que tiene muchos de los fantásticos poderes de su padre y una personalidad mucho más introvertida. Esto hace que el Hombre Imposible etiquete a Adolf como "completamente demasiado posible" y suplique a la Future Foundation que lo acepte y le permita crecer como persona.

## Poderes y habilidades
La fisiología alienígena del Hombre Imposible le da al personaje la habilidad de asumir prácticamente cualquier forma a través de reordenamiento molecular. Casi cada aparición ha presentado al Hombre Imposible imitando la apariencia de otro personaje de Marvel y sus habilidades, tales como Thor, Klaw, y Lobezno. También tiene la habilidad de teletransportarse a través de vastas distancias interestelares y dimensiones incluso, un efecto comúnmente acompañado por un efecto de sonido "Pop!".
El Hombre Imposible una vez combatió al Warlock de los Nuevos Mutantes para determinar de quién era superior la habiliidad de cambiar de forma, un concurso que Warlock ganó cuando él demostró que era capaz de cambiar sus colores para coincidir con los de las formas que imita, mientras que el Hombre Imposible no podía. Este no era el caso cuando apareció por primera vez, sin embargo; por ejemplo, cuando suplantaba a la Chica Invisible con el fin de engañar a Galactus para que consuma Poppup, él era completamente capaz de cambiar de color para hacer perfecto su disfraz.
El Hombre Imposible tiene un conocimiento enciclopédico de la cultura popular de la Tierra.

## Otras versiones

### Wha...Huh?
El Hombre Imposible aparece en el cómic parodia "Wha...Huh? #1"(2005) en el segmento titulado "¿Y si la Crisis de Identidad sucediera en el Universo Marvel?". Él aparece como un villano que pocos de los héroes recuerdan.

### The Cross-Time Caper
El Hombre Imposible aparece en Excalibur (Vol 1) #14, durante el Lío Cruza-Tiempos. Él ha poblado un análogo de la Tierra con múltiples versiones retorcidas de los superhéroes del universo Marvel (como Daredevil, el "Hombre sin Sentido Común"). Esta versión de la Tierra es destruida por Galactus, que la considera "Demasiado tonta para que se le permita existir", y el Hombre Imposible como "A tu propia manera... una amenaza tan grande como el Fénix". Una vez que Galactus se va, el Hombre Imposible vuelve a poblar el planeta sin esfuerzo, permitiendo que el caos comience de nuevo. Sus poderes en esta realidad generan un "Pip" en lugar de un "Pop".

## En otros medios

### Televisión
- El personaje aparece en la serie de 1978 Los 4 Fantásticos episodio "El Hombre Imposible", con la voz de Frank Welker.

- El Hombre Imposible aparece en la serie de 1994 Los 4 Fantásticos episodio "Desesperadamente imposible", con la voz de Jess Harnell.

- El Hombre Imposible aparece en Fantastic Four: World's Greatest Heroes episodios "Imposible" y "Concurso de campeones", con la voz de Terry Klassen.

- El Hombre Imposible aparece en The Super Hero Squad Show. nuevamente con la voz de Jess Harnell.[44]En el episodio "Tiemblen en el Poder de... ¡MODOK!", el Hombre Imposible aparece en la Convención de Grandes Cabezas de Supervillanos dirigida por MODOK. En el episodio "Desaparecido: ¡Imposible!", el Hombre Imposible aparece en el Helitransporte donde le hace daño al Escuadrón de Superhéroes como reemplazar martillos con pollos, cambiar los granos de café con frijoles saltarines radiactivos, y tomar el control del Helitransporte reconstruido. Al salir de la ventilación, el Hombre Imposible se presenta y habla de su origen, incluyendo su historia con los Cuatro Fantásticos. Devolviendo la visita de Ms. Marvel a su planeta, el Hombre Imposible quiere vivir con ella por un tiempo. El Hombre Imposible afirma que su esposa lo echó y no escuchaba lo que estaba diciendo. El Hombre Imposible afirma que él será un buen huésped. El Hombre Imposible ayuda a arreglar una de las puertas en el Helitransporte, tratando de arreglar la electrónica, y haciendo que Hulk lo ayude a volver a pintar el Helitransporte. El Escuadrón de Superhéroes planea encontrar una manera de volver a juntar al Hombre Imposible y a su esposa, donde planean encontrar una manera de impresionarla sin la participación de bromas. Con la sugerencia de Thor, el Escuadrón de Superhéroes planea hacer que el Hombre Imposible luche contra la Estela Oscura. El Hombre Imposible encuentra a Estela Oscura y lo reta a un duelo. La lucha del Hombre Imposible con Estela Oscura sacude el tejido de la realidad donde terminan peleando en Asgard con Skrulls en el fondo, liberando al Doctor Muerte, Abominación, y MODOK de su prisión foto en la cartera de Thanos, y poniendo a Estela Plateada en la Zona Positiva. Cuando el Hombre Imposible crea un agujero negro para succionar a Estela Oscura, el agujero negro termina creciendo. El Hombre Imposible trabaja para encontrar una manera de tapar el agujero negro. Después de que el Escuadrón de Superhéroes había recuperado el control del Helitransporte, alcanzaron al Hombre Imposible donde ayudan a arreglar el agujero negro. El Hombre Imposible logra utilizar su trasero para tapar el agujero negro hasta que un enchufe que hace Mister Fantástico es colocado. La esposa del Hombre Imposible llega donde el Escuadrón de Superhéroes le dice de su heroísmo y que podía volver con el Hombre Imposible. El Hombre Imposible y su esposa se van para formar una familia adoptando. El Hombre Imposible es visto después en la oficina del alcalde de Ciudad Superhéroe terminando la historia del alcalde de Ciudad Superhéroe.

- El Hombre Imposible aparece en la primera temporada de Avengers Assemble episodio "Vengadores: Imposibles", con la voz de Tom Kenny.[44]Él llega a la Tierra, donde presencia a Halcón durante la lucha de los Vengadores con la Brigada de Demolición. El Hombre Imposible libera a la Brigada de Demolición por la segunda toma en su programa sobre Halcón para que pueda hacer que Halcón los derrote. Iron Man afirma que la calificación de S.H.I.E.L.D. sobre el Hombre Imposible está en 10. Hulk rompe la jaula en la que los Vengadores fueron atrapados mientras Halcón se encarga de la Brigada de Demolición. Los Vengadores atrapan al Hombre Imposible y terminan llevándolo de vuelta a la Torre de los Vengadores. El Hombre Imposible se teletransporta y muestra un tráiler que termina convocando a Attuma. Durante la lucha de los Vengadores con Attuma, el Hombre Imposible le menciona a Halcón que lo trajo para que Halcón lo puede derrotar. El Hombre Imposible condimenta su show de Halcón al traer a Ulik, la Serpiente de Midgard, y Wendigo hasta que Halcón causa que el Hombre Imposible fregase la escena y haga que los villanos desaparezcan. El Hombre Imposible admitió que estaba haciendo un documental sobre los Chitauri, que luego llegan a la Tierra. El Hombre Imposible filma la escena donde Halcón y el resto de los Vengadores luchan con los Chitauri. Halcón convence al Hombre Imposible para que envíe lejos a los Chitauri de la Tierra al suplentarlo en una escena como un Vengador. El Hombre Imposible toma la forma de un misil intergaláctico para enviar lejos a los Chitauri de la Tierra. El Hombre Imposible vuelve a tomar su cámara y planea regresar donde recoge su cámara para entrar su película en el festival de cine. El Hombre Imposible también tiene previsto ver a Halcón de nuevo cuando hace salir su guion para la secuela.

- El Hombre Imposible aparece en la primera temporada de Hulk and the Agents of S.M.A.S.H.,[45]en el episodio "Misión Hombre Imposible", de nuevo con la voz de Tom Kenny.[44]El llega a la base de los Agentes de S.M.A.S.H. haciéndose pasar por Fin Fang Foom donde luchó contra ellos hasta que Hulk vio a través de su táctica. Hulk siquiera menciona que los Vengadores tienen un registro del Hombre Imposible. El Hombre Imposible declara que quiere unirse a los Hulks donde se transforma en una versión Hulk de sí mismo. El Hombre Imposible incluso utilizó sus poderes para combinar a Hulk y a Hulk Rojo en el Compuesto Hulk de Dos Cabezas. Cuando Sauron ataca a un parque de atracciones junto al mar con un ejército de criaturas marinas prehistóricas, el Hombre Imposible se une a los Agentes de S.M.A.S.H. para pelear contra Sauron. Cuando el Hombre Imposible logra atrapar a Sauron, sus poderes son drenados por Sauron, que los utiliza para combatir a los Agentes de S.M.A.S.H. incluso cuando él convoca a Fin Fang Foom. Después de que el Hombre Imposible recupera sus poderes y Fin Fang Foom expulsa de un golpe a Sauron en el océano, el Hombre Imposible toma prestado un dispositivo del laboratorio de Henry Pym que utiliza para hacer crecer al Compuesto Hulk de Dos Cabezas a un gran tamaño donde lanza a Fin Fang Foom hacia el mar. El Hombre Imposible se va a subir su material de archivo. El Hombre Imposible regresa, donde divide al Compuesto Hulk de Dos Cabezas de nuevo en Hulk y Hulk Rojo. Cuando el Hombre Imposible le pregunta si puede unirse al espectáculo como su vecino de al lado, Hulk y Hulk Rojo terminan golpeando al Hombre Imposible.

### Videojuegos
- En el MMO, Super Hero Squad Online, el jugador puede encontrar al Hombre Imposible escondido por toda la ciudad. Si el jugador lo encuentra cinco veces con el mismo personaje, el jugador puede luchar contra él.